# Burgruine Löwenstein
Burg Löwenstein (auch Lindenschmitt; französisch Château de Lœwenstein) ist die Ruine einer mittelalterlichen Felsenburg bei Wingen im Elsass. Sie befindet sich in rund 530 Metern Höhe auf einem Südausläufer des Schlossberges in unmittelbarer Nachbarschaft der Hohenburg, der Wegelnburg und des Fleckensteins. Die Burg ist unter der Nummer PA00085241 als historisches Denkmal (Monument historique) klassifiziert.

## Geschichte
Die Burg wurde erstmals im 13. Jahrhundert als Reichslehen des Wolfram von Löwenstein erwähnt. Im Jahre 1283 wurde sie vom römisch-deutschen König Rudolf von Habsburg an Johann Ochsenstein verliehen.
1380 wurde die Burg mit Hensel Streif von Landenberg geteilt und 1383 zur Hälfte an Johannes (Hanemann) I. von Bitsch verpfändet.
Schon drei Jahre später, 1386, wurde die Burg wegen Raubritterei durch Reichsvikar Johann von Lichtenberg zerstört. Wahrscheinlich wurde sie nicht wieder aufgebaut.
Die Ruine befand sich später im Besitz der Puller von Hohenburg (1482), der Grafen von Zweibrücken-Bitsch (1485), der Grafen von Hanau-Lichtenberg (1570) und der Landgrafschaft Hessen-Darmstadt (1736).
Was noch übrig war, wurde 1676/1677 von französischen Truppen unter General Monclar zerstört.

## Anlage

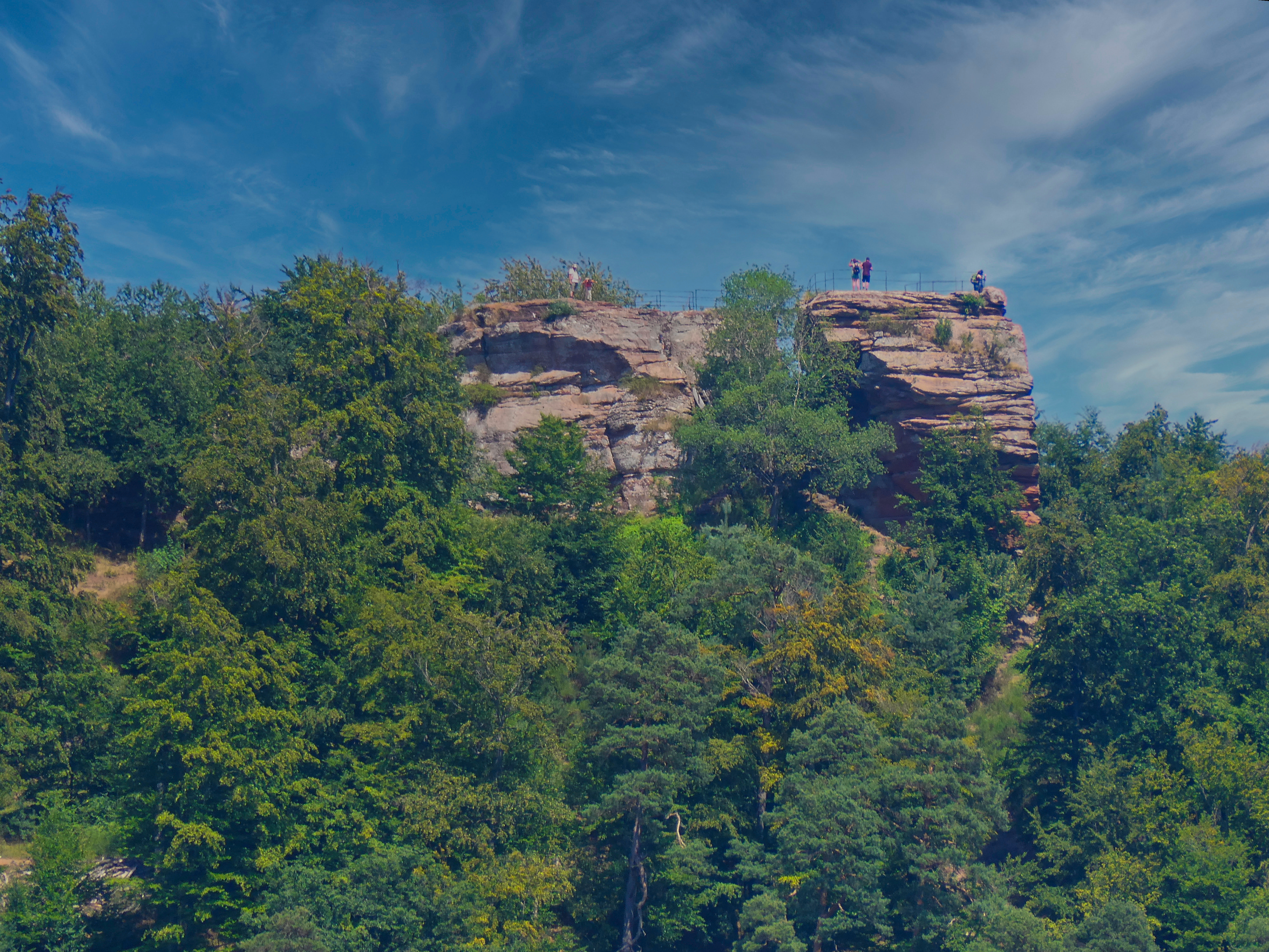
Burgruine Löwenstein vom Fleckenstein gesehen

Die Burg erhob sich auf zwei eng nebeneinanderliegenden Felsen, östlich die Hauptburg, westlich die Vorburg. Reste des Treppenturms, einiger Felsentreppen, weniger Mauern sowie einiger aus dem Fels geschroteter Räume und Durchgänge sind erhalten geblieben.